# Pacte trilatéral anglo-polonais-ukrainien
- Membres du Pacte trilatéral
- Membres de l'OTAN

Le Pacte trilatéral anglo-polonais-ukrainien (en polonais : Trójstronny pakt brytyjsko-polsko-ukraiński, en ukrainien : Британсько-польсько-український тристоронній пакт, romanisé Brytansʹko-polʹsʹko-ukrayinsʹkyy trystoronniy pakt) est un accord entre la Pologne, l'Ukraine et le Royaume-Uni annoncé à Kiev le 17 février 2022 par Dmytro Kouleba, ministre des Affaires étrangères de l'Ukraine, et Liz Truss, secrétaire d'État aux Affaires étrangères du Royaume-Uni. L’accord vise à améliorer la cybersécurité, à accroître la sécurité énergétique et à lutter contre la désinformation,. La création du nouvel axe Londres-Varsovie-Kiev s'est produite dans le contexte du renforcement militaire russe avant l'invasion de l'Ukraine en 2022 et de la fourniture active d'armes par le Royaume-Uni et la Pologne à l'Ukraine.
La coopération entre les trois pays a été initialement initiée par l’Ukraine en octobre 2021. La formation d'une alliance a été révélée le 1er février 2022. L'annonce du pacte de sécurité était initialement prévue le 2 février, mais elle a été retardée jusqu'au 17 février,.
Cet accord fait partie de la stratégie plus large de l'Ukraine visant à former de petites alliances : le Triangle de Lublin (Ukraine-Pologne-Lituanie), le Trio associé (Ukraine-Géorgie-Moldavie) et le Quadriga (Ukraine-Turquie).

## Histoire

### Négociations et premières annonces
Le 18 janvier 2022, le ministère polonais des Affaires étrangères a publié un message sur Twitter indiquant que les ministres des Affaires étrangères de la Pologne, de l'Ukraine et du Royaume-Uni avaient discuté de la perspective d'une coopération trilatérale.
Le 21 janvier, la ministre britannique des Affaires étrangères, Liz Truss, a annoncé « de nouvelles relations trilatérales avec la Pologne et l'Ukraine » lors d'un discours au Lowy Institute en Australie. Ce format a été discuté lors de la visite du président ukrainien Volodymyr Zelensky à Londres en décembre 2021.
Selon BBC News Ukraine, les parties ont finalisé les détails de l'accord fin janvier 2022. Il était initialement prévu que l'accord soit annoncé le 31 janvier, lors d'une visite en Ukraine de Liz Truss. L'annonce a cependant été retardée car Liz Truss a contracté le Covid-19.

Le 1er février, Boris Johnson, Premier ministre du Royaume-Uni, et Mateusz Morawiecki, président du Conseil des ministres de Pologne, sont arrivés à Kiev, où ils ont rencontré le ministre ukrainien des Affaires étrangères, Dmytro Kouleba,. Le même jour, lors de son discours à la Rada, le parlement ukrainien, le président ukrainien Volodymyr Zelensky a annoncé la création d'un nouveau format de coopération politique en Europe, entre la Pologne, l'Ukraine et le Royaume-Uni. Dans le même temps, le ministre des Affaires étrangères Dmytro Kuleba a révélé quelques détails supplémentaires, soulignant l'importance de ce pacte pour son pays: 

« Cette même valeur est, bien évidemment, la sécurité dans la région. Grâce à la sécurité, la vie économique, le commerce et la culture peuvent se développer. Donc nous sommes tous concernés par cela, et une telle coopération est une lutte pour la sécurité dans la région. »

— Mateusz Morawiecki

Le président du Conseil des ministres polonais Mateusz Morawiecki a déclaré lors d'un point de presse avec le Premier ministre ukrainien Denys Chmyhal le 1er février 2022, que le nouveau format politique entre l'Ukraine, la Pologne et le Royaume-Uni serait une coopération afin de lutter pour la sécurité dans la région. Selon lui, le format de coopération politique créé par les ministères des Affaires étrangères des trois pays est très important: 

« Nous avons vu la déstabilisation sur le flanc Est de l'OTAN. La Grande-Bretagne a  vue par elle-même ce qu'était le long bras de la fédération de Russie et de ses services secrets. Nos ministre sont en train de travailler pour ce format. »

— Mateusz Morawiecki

« Je suis très optimiste à ce sujet, car je comprends l’importance de tels formats aujourd’hui. [Le Premier ministre du Royaume-Uni Boris] Johnson et Monsieur [le Premier ministre polonais Mateusz] Morawiecki (nous les rencontrerons aujourd’hui) font ce que les dirigeants du monde libre devraient faire - unir et aider l’Ukraine à faire face à la menace de la fédération de Russie, réaliser qu’il s’agit d’un défi commun et d’une responsabilité partagée. Je ne dis pas que c’est l’OTAN à trois, mais je dis que cette alliance peut avoir un bon effet, à la fois militairement et politiquement. »

— Iryna Verechtchouk
La ministre de la Réintégration des territoires temporairement occupés d'Ukraine, Iryna Verechtchouk estime que l'alliance de l'Ukraine, de la Pologne et du Royaume-Uni peut devenir un format important dans la lutte contre l'agression russe:

« Aujourd’hui, nous sommes honorés et heureux d’annoncer le lancement d’un nouveau format tripartite de coopération entre l’Ukraine, le Royaume-Uni et la Pologne. Malheureusement, pour des raisons logistiques, nous ne pouvons pas tous les trois faire cela, et Zbigniew Rau, notre collègue [ministre des affaires étrangères] polonais, devrait être ici, mais il est avec nous à distance et nous annonçons le lancement de ce format tripartite ukrainien-polonais-britannique. »

— Dmytro Kouleba
Lors d'une conférence de presse conjointe avec Boris Johnson, Volodymyr Zelensky a déclaré que les travaux visant à créer un pacte entre l'Ukraine, la Pologne et le Royaume-Uni avaient déjà commencé. Zelensky a ajouté qu'il serait en mesure d'en dire davantage sur ce sujet après le début de son travail au niveau des dirigeants, affirmant également qu'il estimait qu'il s'agissait d'une bonne plate-forme pour la sécurité et le commerce.

### Annonce
Le 17 février 2022, à Kiev, le ministre ukrainien des Affaires étrangères Dmytro Kuleba et la ministre britannique des Affaires étrangères Liz Truss ont officiellement annoncé l'accord entre la Pologne, l'Ukraine et le Royaume-Uni. Selon Dmytro Kuleba, l'alliance se concentrera sur la coopération économique, commerciale et énergétique, ainsi que sur la lutte contre la désinformation. Elle prévoit d'accorder une attention particulière au soutien à la Plateforme de Crimée.

« Aujourd’hui, nous sommes honorés et heureux d’annoncer le lancement d’un nouveau format tripartite de coopération entre l’Ukraine, le Royaume-Uni et la Pologne. Malheureusement, pour des raisons logistiques, nous ne pouvons pas tous les trois faire cela, et Zbigniew Rau, notre collègue [ministre des affaires étrangères] polonais, devrait être ici, mais il est avec nous à distance et nous annonçons le lancement de ce format tripartite ukrainien-polonais-britannique. »

— Liz Truss
Liz Truss, à son tour, a déclaré que le but de sa visite était d'exprimer le soutien du Royaume-Uni à l'Ukraine, soulignant l'aide que Londres fournit déjà à l'Ukraine, notamment des armes de défense, la formation de 22 000 militaires ukrainiens et 88 millions de livres sterling d'aide destinée à l'indépendance énergétique de l'Ukraine :

« Je suis très impressionnée de voir que, malgré l’agression de la Russie contre l’Ukraine, la vie continue ici à Kiev. Je suis impressionnée par le stoïcisme du peuple ukrainien. Aujourd’hui, je veux annoncer le prochain volet de notre soutien - augmenter le niveau de soutien pour ces projets à 100 millions de livres. Je suis également heureuse que nous lancions aujourd’hui un partenariat tripartite avec l’Ukraine et la Pologne. »

— Liz Truss

## Analyses
L'ambassadeur d'Ukraine au Royaume-Uni, Vadym Prystaiko, a déclaré dans une interview à BBC News Ukraine que l'accord proposé « n'était pas exactement l'OTAN à trois. Il s'agit en fait d'une tentative de trouver des amis, des partenaires et de l'aide en ce moment critique ». Selon Prystaiko, « l'Ukraine doit compter sur les membres de l'OTAN prêts à l'aider dès maintenant ». Il a rappelé que le partenariat entre le Royaume-Uni et l'Ukraine se renforce : les pays ont déjà signé un accord de partenariat politique, de libre-échange et stratégique. Le Royaume-Uni fournirait près de 2 milliards de livres sterling à l'Ukraine ; il a déjà fourni des armes antichars et aidé à la construction de navires et de bases navales. Prystaiko explique les motivations de la Grande-Bretagne comme suit,:

« L’intérêt fait partie du concept britannique de Global Britain après le Brexit. Le Royaume-Uni a besoin d’un ami comme l’Ukraine. De même, les relations entre la Pologne et le Royaume-Uni sont importantes. Aux yeux du peuple britannique, l’Ukraine est un État fort de l’autre côté du continent européen »

— Vadym Prystaïko
L'expert Oleksandr Kraiev a souligné qu'une telle alliance fait partie de la stratégie britannique visant à restaurer son influence dans le monde et dans la région après le Brexit. « Bien sûr, ce sont là les ambitions politiques de la Grande-Bretagne », a-t-il déclaré. Par ailleurs, ces trois pays s’opposent activement à la menace russe, d'un autre côté, ils « ont des questions » et des revendications à l'égard de Bruxelles, c'est-à-dire de l'UE. Au sein de l’OTAN, tous les pays ne sont pas prêts à s’opposer résolument à la menace russe, c’est pourquoi la Grande-Bretagne poursuit la tactique des petites alliances pour travailler plus efficacement en Europe de l'Est ,:

« Le partenariat trilatéral peut devenir une nouvelle Petite Entente, un regroupement créé par un certain nombre de pays d’Europe centrale et orientale au début du XXe siècle qui partageaient les objectifs de la Triple Entente »

— Oleksandr Kraiev
Serhii Herasymchuk, directeur adjoint du Conseil ukrainien de politique étrangère Prism, a expliqué comment la Pologne bénéficierait de l'alliance :

« Cela les met sur un pied d’égalité avec les Britanniques, les renforce au sein de l’Union européenne et démontre que la Pologne engage la Grande-Bretagne dans des tâches de sécurité d’intérêt européen. Ils ont besoin de l’Ukraine pour qu’il n’y ait pas de grande frontière avec la Russie si elle est occupée ou si Kiev embrasse la Russie. En général, dans cette alliance, les Polonais représentent indirectement l’UE, qui devient également un acteur de la sécurité. »

— Serhii Herasymchuk
Il a rappelé que ces dernières années, Varsovie avait connu des conflits avec Bruxelles. Et la récente résolution du conflit orchestré par la Russie avec les migrants et la contribution à l'escalade en Ukraine seront des arguments supplémentaires de la Pologne dans le débat avec les dirigeants de l'UE. Selon les experts, l'implication de Londres dans l'alliance régionale n'est que la première étape vers le renforcement de la Grande-Bretagne dans la région. Et l’Ukraine devrait en bénéficier grandement et contribuer à réduire la menace de Moscou.

## Opinion publique

### Ukraine
Selon un sondage réalisé par la société sociologique ukrainienne Rating du 21 au 23 janvier 2022, les Ukrainiens étaient positifs à l'idée d'une « Triple Alliance » : 61 % des personnes interrogées étaient d'accord avec cette alliance, 21 % contre, tandis que 12 % des Ukrainiens ont déclaré qu'ils n'en avaient que faire et 6 % n'ont pas pu répondre. Au niveau régional, l'idée de créer une telle association est surtout soutenue par les habitants des régions de l'ouest et du centre, ainsi que de Kiev (niveau de soutien de 65 à 76 %). Les habitants des régions du sud (51 % favorables, 31 %  défavorables) et des régions de l'Est (40 % favorables, 38 % défavorables) ont une attitude légèrement moins bienveillante à l'égard de cette initiative. Parmi les partisans des partis politiques, les opposants déclarés à une telle initiative sont les partisans de la « Plateforme d'opposition — Pour la vie » (62 % ne soutenant pas), du « Parti du Shariy » (67 %) et de Nashi (68 %). Parmi les électeurs des autres partis, le nombre de ceux qui soutiennent une telle initiative dépasse de loin le nombre de ses opposants. Le plus grand soutien à l'idée de créer une union militaro-politique entre la Pologne, l'Ukraine et le Royaume-Uni est celui des électeurs des partis « Solidarité européenne », « Liberté » et « Force et honneur », tous avec une majorité d'approbation dépassant les 80 %.